# Campus numérique Francophone de Brazzaville
Le Campus numérique francophone de l'Agence universitaire de la Francophonie, à Brazzaville (République du Congo), appelé CNFBrazza, a été inauguré par Henri Ossébi, Ministre de l’Enseignement supérieur et universitaire et Michèle Gendreau-Massaloux, Recteur de l’AUF, le 7 mars 2006. Il est implanté au sein de l’Université Marien Ngouabi.
Points d’appui technologiques pour la communauté universitaire et scientifique du Sud, les campus numériques sont établis au sein des institutions membres.
Ils visent à développer l’usage des nouvelles technologies dans les universités du Sud et d’en faciliter l’accès aux étudiants, aux enseignants, ainsi qu’aux chercheurs de ces régions. Les campus fournissent à ces derniers les outils nécessaires qui leur permettront d’intégrer l’Internet dans leurs habitudes de travail.
En ouvrant des points d’accès dans les régions du Sud, l’Agence universitaire veut privilégier le développement des établissements de ces régions en leur permettant de s’approprier les nouvelles technologies de l’information et de la communication.
Ce réseau d’implantations participe également au renforcement de la coopération multilatérale entre les universités. Les campus sont cogérés par l’AUF et l’université d’accueil au sein d’un conseil d’orientation.